# Copa Itália de Voleibol Masculino de 2022–23
A Copa Itália de Voleibol Masculino de 2022–23, oficialmente Del Monte Coppa Italia 2022–23 por motivos de patrocínio, foi a 45.ª edição desta competição organizada anualmente pela Lega Pallavolo Serie A, consórcio de clubes filiado à Federação Italiana de Voleibol (FIPAV) que ocorreu de 28 de dezembro de 2022 a 26 de fevereiro de 2023, e contou com a presença de 8 equipes italianas.
Disputando a primeira final de sua história, a equipe do Gas Sales Bluenergy Piacenza conquitou a Copa da Itália em 3 sets a 0 ao derrotar o Itas Trentino. O ponteiro brasileiro Yoandy Leal, que marcou 30 pontos na partida final, foi eleito o melhor jogador do torneio.

## Regulamento
Participaram do torneio as oito melhores equipes do primeiro turno do Campeonato Italiano de 2022–23. O torneio foi divido nas fases quartas de finais, semifinais e final, com as partidas das quartas de finais sendo realizadas com mando de quadra da equipe melhor classificada no campeonato italiano.

## Equipes participantes
As seguintes equipes se qualificaram para a Copa Itália de 2022–23.
| Equipe                       | Classificação                                 |
| ---------------------------- | --------------------------------------------- |
| Sir Safety Susa Perugia      | 1.º no primeiro turno da SuperLega de 2022–23 |
| Cucine Lube Civitanova       | 2.º no primeiro turno da SuperLega de 2022–23 |
| Valsa Group Modena           | 3.º no primeiro turno da SuperLega de 2022–23 |
| WithU Volley Verona          | 4.º no primeiro turno da SuperLega de 2022–23 |
| Gas Sales Bluenergy Piacenza | 5.º no primeiro turno da SuperLega de 2022–23 |
| Itas Trentino                | 6.º no primeiro turno da SuperLega de 2022–23 |
| Allianz Milano               | 7.º no primeiro turno da SuperLega de 2022–23 |
| Top Volley Cisterna          | 8.º no primeiro turno da SuperLega de 2022–23 |

## Resultados
|  | Quartas de final             | Quartas de final             |                              |   | Semifinais | Semifinais |  |  | Final | Final |
|  |                              |                              |                              |   |            |            |  |  |       |       |
|  |                              |                              |                              |   |            |            |  |  |       |       |
|  |                              |                              |                              |   |            |            |  |  |       |       |
|  | Sir Safety Susa Perugia      | 3                            |                              |   |            |            |  |  |       |       |
|  | Sir Safety Susa Perugia      | 3                            |                              |   |            |            |  |  |       |       |
|  | Top Volley Cisterna          | 0                            |                              |   |            |            |  |  |       |       |
|  | Top Volley Cisterna          | 0                            | Sir Safety Susa Perugia      | 0 |            |            |  |  |       |       |
|  |                              |                              | Sir Safety Susa Perugia      | 0 |            |            |  |  |       |       |
|  |                              | Gas Sales Bluenergy Piacenza | 3                            |   |            |            |  |  |       |       |
|  | WithU Volley Verona          | Gas Sales Bluenergy Piacenza | 3                            | 2 |            |            |  |  |       |       |
|  | WithU Volley Verona          |                              |                              | 2 |            |            |  |  |       |       |
|  | Gas Sales Bluenergy Piacenza | 3                            |                              |   |            |            |  |  |       |       |
|  | Gas Sales Bluenergy Piacenza | 3                            | Gas Sales Bluenergy Piacenza | 3 |            |            |  |  |       |       |
|  |                              |                              | Gas Sales Bluenergy Piacenza | 3 |            |            |  |  |       |       |
|  |                              | Itas Trentino                | 0                            |   |            |            |  |  |       |       |
|  | Cucine Lube Civitanova       | Itas Trentino                | 0                            | 1 |            |            |  |  |       |       |
|  | Cucine Lube Civitanova       |                              |                              | 1 |            |            |  |  |       |       |
|  | Allianz Milano               | 3                            |                              |   |            |            |  |  |       |       |
|  | Allianz Milano               | 3                            | Allianz Milano               | 2 |            |            |  |  |       |       |
|  |                              |                              | Allianz Milano               | 2 |            |            |  |  |       |       |
|  |                              | Itas Trentino                | 3                            |   |            |            |  |  |       |       |
|  | Valsa Group Modena           | Itas Trentino                | 3                            | 1 |            |            |  |  |       |       |
|  | Valsa Group Modena           |                              |                              | 1 |            |            |  |  |       |       |
|  | Itas Trentino                | 3                            |                              |   |            |            |  |  |       |       |
|  | Itas Trentino                | 3                            |                              |   |            |            |  |  |       |       |

- Todas as partidas em horário local.

### Quartas de final
| Data   | Hora  |                         | Placar |                              | Set 1 | Set 2 | Set 3 | Set 4 | Set 5 | Total   | Relatório |
| ------ | ----- | ----------------------- | ------ | ---------------------------- | ----- | ----- | ----- | ----- | ----- | ------- | --------- |
| 28 dez | 20:30 | Valsa Group Modena      | 1–3    | Itas Trentino                | 25–17 | 26–28 | 22–25 | 20–25 |       | 93–95   | Relatório |
| 29 dez | 20:30 | Sir Safety Susa Perugia | 3–0    | Top Volley Cisterna          | 25–18 | 25–18 | 25–23 |       |       | 75–59   | Relatório |
| 29 dez | 20:30 | WithU Volley Verona     | 2–3    | Gas Sales Bluenergy Piacenza | 19–25 | 33–31 | 22–25 | 25–21 | 8–15  | 107–117 | Relatório |
| 29 dez | 20:30 | Cucine Lube Civitanova  | 1–3    | Allianz Milano               | 25–18 | 21–25 | 18–25 | 21–25 |       | 85–93   | Relatório |

### Semifinais
| Data   | Hora  |                         | Placar |                              | Set 1 | Set 2 | Set 3 | Set 4 | Set 5 | Total   | Relatório |
| ------ | ----- | ----------------------- | ------ | ---------------------------- | ----- | ----- | ----- | ----- | ----- | ------- | --------- |
| 25 fev | 15:30 | Sir Safety Susa Perugia | 0–3    | Gas Sales Bluenergy Piacenza | 28–30 | 20–25 | 22–25 |       |       | 70–80   | Relatório |
| 25 fev | 18:00 | Itas Trentino           | 3–2    | Allianz Milano               | 33–35 | 22–25 | 25–19 | 25–16 | 15–9  | 120–104 | Relatório |

### Final
| Data   | Hora  |                              | Placar |               | Set 1 | Set 2 | Set 3 | Set 4 | Set 5 | Total | Relatório |
| ------ | ----- | ---------------------------- | ------ | ------------- | ----- | ----- | ----- | ----- | ----- | ----- | --------- |
| 26 fev | 16:00 | Gas Sales Bluenergy Piacenza | 3–0    | Itas Trentino | 25–22 | 25–17 | 25–23 |       |       | 75–62 | Relatório |

## Premiação
| Copa Itália de 2022–23                            |
| Emília-Romanha                                    |
| ------------------------------------------------- |
| Gas Sales Bluenergy Piacenza Campeão (1.° título) |